# Samuel H. Kress Foundation

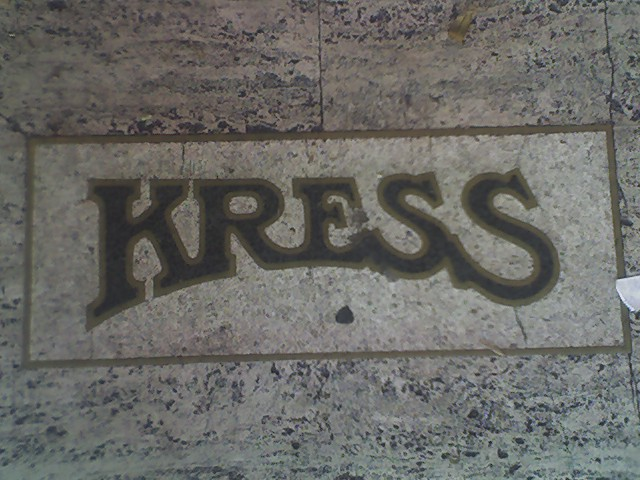
Logo S.H. Kress & Co.

De Samuel H. Kress Foundation is een in New York gevestigde stichting met als oogmerk het verzamelen en verspreiden van Europese kunst onder musea in de Verenigde Staten en het bevorderen van kunstgeschiedenis en de conservering van kunstwerken. Deze stichting beheert de Samuel H. Kress Collection.

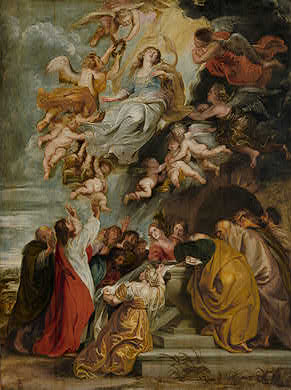
Atelier van Rubens. De tenhemelopneming van Maria, in 1952 geschonken aan de National Gallery of Art.

## Geschiedenis
De Samuel H. Kress Foundation werd in 1929 opgericht door de Amerikaanse ondernemer en filantroop Samuel Henry Kress. Kress maakte fortuin als eigenaar van de winkelketen S.H. Kress & Co, beter bekend als de Kress Stores. In 1920 begon hij kunst te verzamelen en in 1927 deed hij zijn eerste schenking aan het Metropolitan Museum of Art in New York (het schilderij Pauwen van Melchior d'Hondecoeter). In 1929 besloot hij zijn hele verzameling aan het Amerikaanse volk te schenken en richtte hij de Samuel H. Kress Foundation op. Tussen 1929 en 1961 schonk deze stichting 776 kunstwerken aan 40 musea in de Verenigde Staten. Het grootste deel hiervan ging naar het in 1941 geopende National Gallery of Art in Washington, maar ook talloze regionale musea werden door de stichting ondersteund. In 1961 vond de laatste schenking plaats. Tegenwoordig stelt de stichting verschillende beurzen ter beschikking aan instellingen, studenten, kunsthistorici en conservatoren die zich bezighouden met de studie naar en de conservering van premoderne Europese kunst.